# أوليفر روبرت قاولد
أوليفر روبرت قاولد هو سياسي كندي، ولد في 4 أبريل 1874، وتوفي في 7 أكتوبر 1951. انتخب عضو مجلس العموم الكندي.